# 김명남 (정치인)
김명남(미상 ~ )은 조선민주주의인민공화국의 군인 겸 정치인이다. 조선로동당 중앙위원회 위원이다.

## 경력
조선인민군 중장으로 제91수도방어군단장에 임명되었다. 2012년 3월, 인민군 소장으로 강등되었으며 2016년 5월, 조선로동당 제7차 대회에서 조선로동당 중앙위원회 위원에 임명되었다. 2017년 4월 인민군 상장으로 승진했다.

## 최고인민회의 대의원
2014년 3월 최고인민회의 제13기 대의원으로 선출되었다.

## 기타
2015년 11월 리을설 사망과 2018년 8월 김영춘 사망 당시에 국가장의위원회 위원을 맡았다.